# Къща музей „Тома Кърджиев“
Къща музей „Тома Кърджиев“ е музейна етнографска сбирка към Историческия музей в град Русе, разкрита в дома на българския учител и революционер Тома Кърджиев, един от ръководителите на Бунта на русофилите през 1887 г.
Къщата музей е основана на 2 март 1984 година и е закрита през 1990 година. Продължават да се уреждат временни тематични изложби, сред които
- „Най-древното население на Русе“,
- „Българийо, за тебе те умряха“,
- „Из животинския свят на Русенския край“,
- „Русе и Съединението“,
- „Русе – предвестник на българското кино“,
- „120 години от освобождението на България“,
- „Христо Ботев“,
- „Велико, Великден дойде“,
- „Цигани от старо време“,
- „120 години български флаг по река Дунав“,
- „Щрихи от политическия живот в Русе“,
- „Русенският край по време на Второто българско царство“,
- „Дунавски градове в пощенски картички“,
- „Печатниците в Русе“.[1]

През месец март 2008 година в музея е разгърната експозицията „Живата старина. Етнографският свят на Русенско“, представяща бита и традициите на старото местно население, хърцоите. Изложбата, илюстрирана с фотографии от първия български етнографски албум на Димитър Маринов от 1892 година, съдържа народни носии, женски накити, маски и ритуални предмети използвани при обичаите Кукове, Боенец, Бразая, при сватба, лазаруване, и други обреди.